# Vilaller
Vilaller é um município da Espanha na comarca de Alta Ribagorça, província de Lérida, comunidade autónoma da Catalunha. Tem 58,8 km² de área e em 2021 tinha 554 habitantes (densidade: 9,4 hab./km²).

## Demografia
| Variação demográfica do município entre 1991 e 2004 [carece de fontes?] | Variação demográfica do município entre 1991 e 2004 [carece de fontes?] | Variação demográfica do município entre 1991 e 2004 [carece de fontes?] | Variação demográfica do município entre 1991 e 2004 [carece de fontes?] |
| ----------------------------------------------------------------------- | ----------------------------------------------------------------------- | ----------------------------------------------------------------------- | ----------------------------------------------------------------------- |
| 1991                                                                    | 1996                                                                    | 2001                                                                    | 2004                                                                    |
| 592                                                                     | 618                                                                     | 560                                                                     | 577                                                                     |